# Джиттербаг

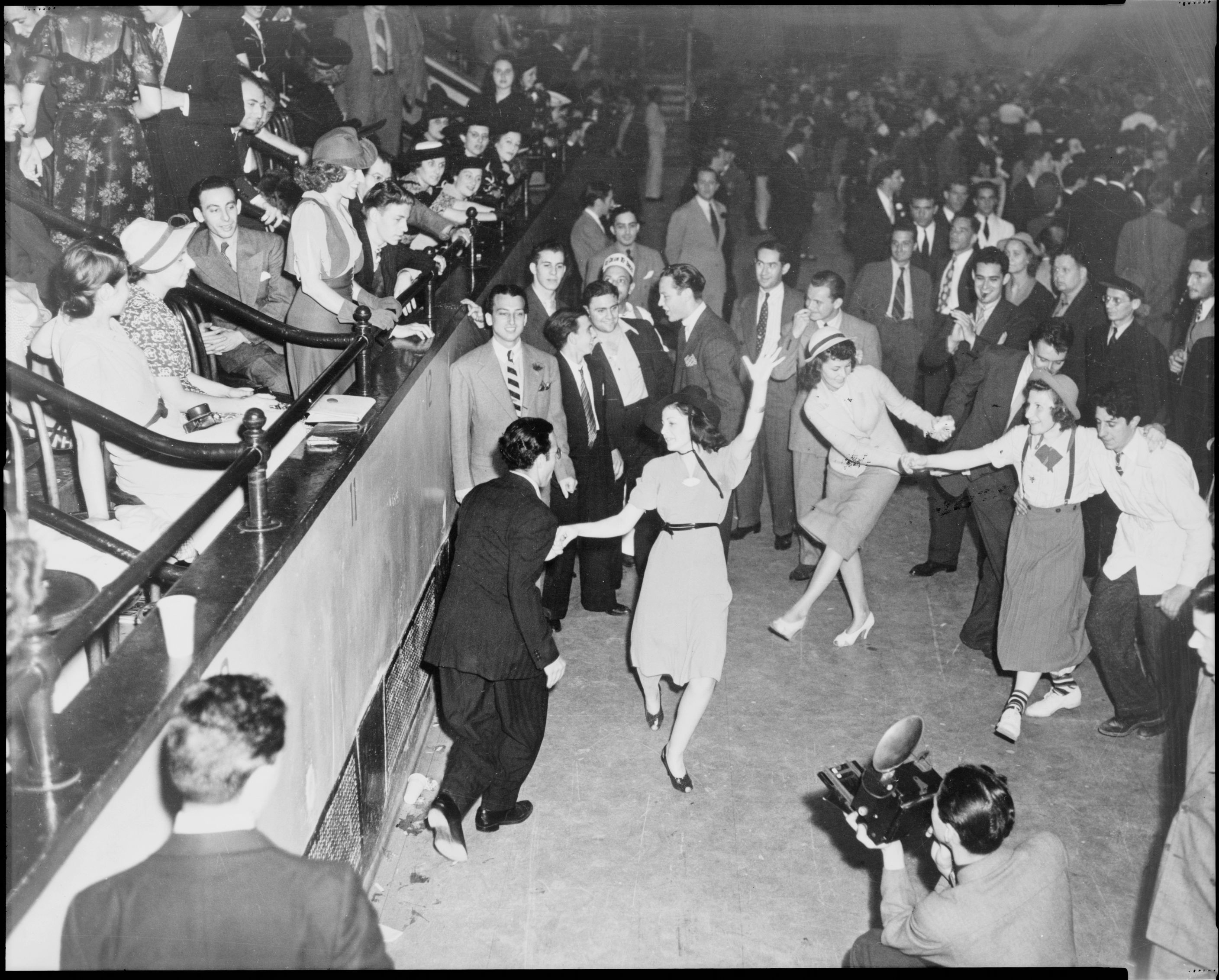
Танцующие джиттербаг (1938)

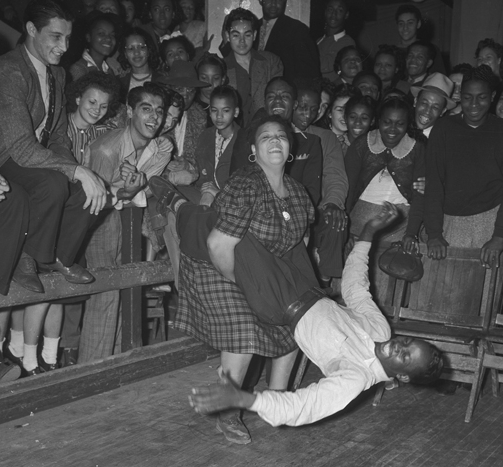
Танцующие джиттербаг, Лос-Анджелес, около 1939 года

Джиттербаг (англ. jitter — трястись, bug — неврастеник, паникёр) — популярный в 1930 — 1950-е годы танец, характеризующийся быстрыми, резкими движениями, похожий на буги-вуги и рок-н-ролл. Относится к группе свинговых танцев наряду с линди-хопом и джайвом.

## Название
По одной из версий, название танца происходит от жаргонного термина, означающего алкогольный делирий. Она находит косвенное подтверждение в песне Кэба Кэллоуэя «Call of the Jitter Bug», где прослеживается связь между танцем и употреблением алкоголя:

If you'd like to be a jitter bug,
First thing you must do is get a jug,
Put whiskey, wine and gin within,
And shake it all up and then begin.
Grab a cup and start to toss,
You are drinking jitter sauce!
Don't you worry, you just mug,
And then you'll be a jitter bug!

По мнению музыкального теоретика Олега Королёва, название танца происходит от жаргонного названия неврастеника, умалишённого.

## История
Предположительное время появления танца — начало 1930-х годов. Он зародился в негритянской среде как дальнейшее развитие линди-хопа, из которого выделился за счёт проявления эксцентричных акробатических элементов: кувырков, шпагатов, подскоков и подбрасываний — и из-за их травмоопасности в некоторых местах его даже запрещали.
Танец популяризировал Кэб Кэллоуэй, который увидел его в 1934 году и записал песню Call of the Jitter Bug, а также выпустил фильм Cab Calloway's Jitterbug Party. Вслед за ним о новом ярком явлении начала писать пресса, и к 1936 году танец распространился по всем Соединённым Штатам. В годы Второй мировой войны он нашёл поклонников и в Европе, оставаясь популярным до 1950-х, когда ему на смену пришли более современные танцы схожего стиля.

## Техника
Джиттербаг — парный танец на размер 4/4. В качестве элементов танца используются тряска тела и конечностей, подпрыгивания и вращения, а также акробатические элементы, например, перебрасывание партнёрши или партнёра. Также для него характерны импровизация и заимствование элементов других танцев. Некоторые критики отмечают разную технику у белых и чернокожих исполнителей, называя оригинальную негритянскую манеру одним из лучших примеров жанра, а танец в исполнении белых — неуклюжим.